# 永从镇
永从镇，是中华人民共和国贵州省黔东南苗族侗族自治州黎平县下辖的一个乡镇级行政单位。
2015年12月8日，贵州省人民政府批复同意撤销永从乡建制，设置永从镇，撤乡设镇后行政区域和政府驻地不变。

## 行政区划
永从镇下辖以下地区：
永从村、上寨村、豆洞村、六冲村、顿洞村、管团村、传洞村、高贡村、九龙村和中罗村。

## 中国传统村落
- 2012年12月，豆洞村被评为首批“中国传统村落”。
- 2013年8月，九龙村、中罗村被评为第二批中国传统村落。